# Miletus mangolicus
Miletus mangolicus är en fjärilsart som beskrevs av Hans Fruhstorfer 1913. Miletus mangolicus ingår i släktet Miletus och familjen juvelvingar. Inga underarter finns listade i Catalogue of Life.